# Elena Huerta Muzquiz
Elena Enriqueta Huerta Múzquiz (15 de julio de 1908 – 1997) fue una artista mexicana conocida principalmente por sus murales en Saltillo, Coahuila, México. Durante la mayoría de su carrera se dedicó a enseñar, aunque también fue una de las fundadoras de la Compañía de Teatro Infantil (junto a Germán Cueto, Lola Cueto, Angelina Beloff y Leopoldo Méndez), la Liga de Escritores y Artistas Revolucionarios, y el Salón de la Plástica Mexicana. Creó tres proyectos de murales en Saltillo, de los cuales el último lo terminó a los 65 años. Este último mide más de 450 metros cuadrados y es considerado como el mural más grande hecho por una mujer en México.

## Vida
Elena Enriqueta Huerta Múzquiz nació en Saltillo, Coahuila, México el 15 de julio de 1908 dentro de una familia tradicional e importante. Su padre Adolfo Huerta Vargas y su abuelo materno José María Múzquiz fueron gobernadores interinos del estado de Coahuila desde finales del siglo XIX hasta inicios del siglo XX.
Su talento artístico se dio a ver cuando ella era una niña, ganándose el apodo de La Nena Huerta. Sin embargo, la muerte de su padre afectó fuertemente a la situación económica de la familia y tuvo que trabajar en varios puestos simples (operadora telefónica, por ejemplo) para poder vivir y pagar su educación artística. Esta educación empezó a finales de los años 20 y obtuvo una certificación como maestra de dibujo en su primer año.  La mayor parte de su educación artística formal fue en la Academia de Arte de Saltillo entre 1920 y 1930 bajo instrucción de Rubén Herrera. Herrera era un artista reconocido y un maestro que había estudiado y trabajado en Italia hasta que el presidente de México Venustiano Carranza le pidió que regresara a México. Una vez de regreso, Rubén fundó la Corriente Pictórica de Saltillo y se volvió el artista representativo de dicha corriente artística. Al terminar sus estudios en Saltillo, ella se mudó a la Ciudad de México, donde tomó varios cursos en pintura y escultura en la Academia de San Carlos. Huerta creció durante la corriente muralista mexicana. Ella conocía y estaba en buenos términos con el pintor Diego Rivera y se volvió parte de la familia de David Alfaro Siqueiros al casarse con el hermano de su esposa. Juntos tuvieron un hijo y dos hijas.
Huerta tuvo opiniones políticas muy fuertes cuando era joven, siendo activista de izquierda. Rivera llegó a llamarla a ella y a sus hija Electa y Sandra Arenal Las Rusitas porque viajaron varias veces a la Unión Soviética por razones políticas y de salud. Durante la Segunda Guerra Mundial ella viajó a Europa del Este y se quedó dentro de la Unión Soviética con sus hijas.
Finalmente regresó a México en 1948, tuvo a su tercer hijo y se divorció de su esposo. Huerta terminó de criar a sus hijos por sí misma y perdió a su hijo en los años 50. Su hija Electa murió unos 20 años después al caerse de un andamio mientras ayudaba a su tío Siqueiros en el Poliforum en la Ciudad de México. Su hija Sandra se volvió una escritora y activista involucrada en los derechos de las mujeres y los niños. Varios de sus nietos trabajan en el arte en alrededor de Monterrey.
Ella también escribió libros relacionados con la vida rural en México. Hacia el final de su vida escribió sobre su vida y lo título El círculo que se cierra. Su libro se publicó en 1999 por la Universidad Autónoma de Coahuila.
Huerta murió en 1997 a los 89 años.

## Carrera
Durante la mayor parte de su vida laboral, Huerta se dedicó a enseñar, especialmente en dibujo y pintura. Esto comenzó en 1929 tras volverse una maestra de artes plásticas en el Departamento Universitario de Las Bellas Artes, enseñando en escuelas primarias.
En 1931 dejó su trabajo como maestra para trabajar en una compañía teatral de marionetas bajo comisión del Departamento de Teatro del gobierno. Junto con Germán Cueto, Lola Cueto, Angelina Beloff y Leopoldo Méndez, fundó la Compañía de Teatro Infantil, el cual fue inaugurado con la obra El gigante Melchor. Continuó en ese trabajo hasta 1937 cuando regresó a enseñar, posiblemente gracias a su salud.
En 1933 cofundó la Liga de Escritores y Artistas Revolucionarios (LEAR).
Por razones de salud tuvo que dejar de enseñar de nuevo en 1939 y se volvió una artista visitante en el Taller de Gráfica Popular. Dos años después puso en pausa su carrera artística, pasando una buena parte de los años 40 en la Unión Soviética para recibir tratamientos médicos. Cuando regresó a México en 1948 tuvo que tomar trabajos fuera de su concentración hasta que pudo obtener un puesto en el Museo de las Bellas Artes del Instituto Nacional de Bellas Artes (INBA). Fue entonces que regresó a trabajar con el Taller de Gráfica Popular.
En 1949 fundó el Salón de Plástica Moderna. En 1951 se volvió directora de la Galería de Posada de José Guadalupe en la Colonia Doctores. Menos de un año después se pasó a la Galería José Clemente Orozco hoy en día conocida como la Galería José María Velasco en la Colonia Peralvillo.
A pesar de que es más conocida por su trabajo como muralista, comenzó a trabajar en murales cuando ya no era joven. Una de las razones es que durante una gran parte del siglo XX las mujeres no recibían comisiones para realizar murales, y muchos de sus años fueron gastados por razones de salud, responsabilidades familiares, enseñar y su trabajo en el Partido Comunista. Ella tiene tres murales: uno en la Escuela Superior de Agricultura Antonio Narro (ahora nombrada la Universidad Autónoma Agraria), el Instituto de Ciencias y Artes de Saltillo (hoy en día el Tecnológico de Saltillo) y el último en el entonces municipio de la ciudad de Saltillo (ahora el Centro Cultural Vito Alessio Robles). A inicios de los años 50, Huerta comenzó a buscar oportunidades para pintar murales, aunque esta hazaña fuera rara para mujeres. Su mejor oportunidad surgió en su ciudad natal, donde su familia aún tenía poder. Las negociaciones para su primera obra pasaron por varios presidentes municipales, oficiales del estado y directores de instituciones culturales federales. A pesar de que el Instituto de Ciencias y Artes fue el primero en aprobar su proyecto, la construcción final de su primer proyecto fue en la Escuela Superior de Agricultura Antonio Narro en 1952. Este proyecto se realizó en el auditorio del campus, el cual aún estaba bajo construcción. Trabajó en este proyecto con su hija Electa y pintor Eloy Cerecero. Casi inmediatamente después comenzó su proyecto del Instituto de Ciencias y Artes junto con María Romana Herrera, la hija de su antiguo profesor y Chacha Martínez Morton. Este mural tiene un tema feminista, siendo protagonizado por mujeres. Al terminar estos proyectos Huerta recibió una oferta de trabajo como maestra en pintura por el estado de Coahuila y con el apoyo del INBA.
En 1972, casi 20 años después de sus primeros dos murales, Huerta se retiró de enseñar y se mudó a Monterrey, donde continuó dando clases en el Universitario Panamericano y en la Universidad Autónoma de Nuevo León. El presidente municipal de Saltillo, Luis Horacio Salinas, le ofreció una comisión para pintar un mural de la historia de la ciudad en el municipio. Huerta aceptó a pesar de tener 65 años de edad. Colaborando con los pintores Nea Murguía, Cuauhtémoc González, Manuelita Sánchez, Moisés dela Peña y Jesús Negrete, la obra cubre 400 años de historia desde que se fundó la ciudad.
El mural cubre un área de 450 metros cuadrados y es el más grande creado por una mujer en México. La obra tardó casi 2 años en completarse, comenzando en 1973 y terminando en 1975. Es considerado uno de los murales más importantes de Coahuila y uno de los últimos murales en el estilo tradicional del muralismo Mexicano. El mural fue restaurado en 1999 por dos de los artistas que trabajaron en él originalmente.

## Arte
A pesar de que su muralismo tomó lugar muchos años después, Huerta es considerada una contemporánea de Orozco, Rivera y Siqueiros, con influencias de Gaudarrama. Su muralismo es fiel al movimiento muralista Mexicano y ella es considerada como una de los artistas que trabajó para mantener la tradición al igual que mostrar influencias del arte soviético. Estos murales contienen caras de su propia historia, como aquellas de Rubén Herrera junto con personajes sociales y políticos.